# Wolna Republika Bieszczad
Wolna Republika Bieszczad (znana też jako Wolna Republika Bieszczadzka, WRB) – nieformalna organizacja młodzieżowa powstała pod koniec lat 70. XX wieku na terenie Ustrzyk Dolnych, łącząca idee buntu generacji punk, bieszczadzkiego patriotyzmu lokalnego oraz antykomunizmu, stawiająca sobie za cel ochronę dóbr Bieszczad i ich kultury, ściśle powiązana z punk-rockową grupą KSU. Działalność WRB oscylowała na granicy happeningu, dywersji politycznej i chuligaństwa.

## Działalność
Nieformalna organizacja Wolnej Republiki Bieszczad rozpoczęła działalność w Ustrzykach Dolnych w 1978 r. WRB w szczytowym okresie swej aktywności liczyła około 40 osób i grupowała w swoich szeregach muzyków KSU i ich sympatyków, będąc w rzeczywistości lokalną subkulturą punków, jedną z pierwszych, a zarazem największą w ówczesnej Polsce.
Członkowie WRB atakowali przyjeżdżających w Bieszczady harcerzy, którzy pojawili się tu w ramach operacji „Bieszczady 40”. Aktywiści WRB zarzucali harcerzom niszczenie bieszczadzkiej przyrody i konformizm społeczny.
W ramach akcji happeningowych aktywiści WRB malowali na murach hasła: „WRB”, „PUNK”, „Precz z komunizmem”. Członkowie organizacji nosili niebieskie opaski ze stylizowanymi na ukraińskiego tryzuba napisem WRB. Wzywali też do bojkotu wyświetlanych w miejscowym kinie filmów sowieckich.
Po półtora roku od powstania WRB organizacja stała się przedmiotem zainteresowania peerelowskich organów ścigania: Służby Bezpieczeństwa w Krośnie i Milicji Obywatelskiej w Ustrzykach Dolnych. Władze na początku utrzymywały, że wykryły tajną i wrogą socjalizmowi organizację, a właściwie „ukraiński ruch separatystyczny” dążący do oderwania USRR od Związku Radzieckiego. Nastąpiła seria intensywnych przesłuchań i wielokrotnych rewizji w domach podejrzanych.
W grudniu 1979 r. ustrzyccy milicjanci i esbecy dostali wytyczne z komendy wojewódzkiej w Krośnie, by bliżej przyjrzeć się KSU i skupionym wokół zespołu sympatykom. Do środowiska miał przeniknąć tajny współpracownik SB. To dzięki niemu szybko ustalono nazwiska i pseudonimy działaczy.
19 marca 1980 r. rozpoczęło się operacyjne sprawdzanie środowiska ustrzyckich punków pod kryptonimem „Żyletka”. W ciągu niespełna pół roku sporządzono kilkadziesiąt notatek.
Ostatecznie służbom PRL udało się rozpracować organizację poprzez pozyskanie dwóch agentów, którzy rozpracowali środowisko ustrzyckich punków i ideę Wolnej Republiki Bieszczad. Ze względu na legalizację NSZZ „Solidarność” w sierpniu 1980 roku i nadchodzącą odwilż polityczną władze zrezygnowały z ukarania działaczy WRB. Kres działalności ruchu położył stan wojenny i powołanie jego aktywistów do wojska w pierwszej połowie lat 80.